# Víctor Acuña
Víctor Manuel Acuña Méndez (San José; 19 de febrero de 1955) es un exfutbolista costarricense que jugaba como delantero.

## Selección nacional
Jugó un único partido con Costa Rica contra Guatemala, en el que empató 0-0.

### Participaciones en clasificatorias
| Clasif.              | Sede   | Resultado | Part. | Goles |
| -------------------- | ------ | --------- | ----- | ----- |
| Clasif. Mundial 1978 | Varias | Eliminado | 1     | 0     |

## Clubes
| Club                       | País       | Año       |
| -------------------------- | ---------- | --------- |
| C.F. Universidad           | Costa Rica | 1974-1976 |
| A.D. Ramonense             | Costa Rica | 1976-1977 |
| L.D. Alajuelense           | Costa Rica | 1977-1978 |
| Deportivo México           | Costa Rica | 1978-1980 |
| A.D. Guanacasteca (cesión) | Costa Rica | 1979      |
| C.S. Cartaginés            | Costa Rica | 1980-1981 |
| A.D. San Miguel            | Costa Rica | 1981-1982 |

## Palmarés

### Títulos nacionales
| Título         | Equipo      | País       | Año  |
| -------------- | ----------- | ---------- | ---- |
| Torneo de Copa | Alajuelense | Costa Rica | 1977 |